# 알리나 오를로바
알리나 오를로바(리투아니아어: Alina Orlova, 1988년 6월 28일 ~ )는 리투아니아의 가수이다.

## 음반
- Laukinis šuo dingo (2008)
- Mutabor (2010)
- 88 (2015)
- Daybreak (2018)
- Laumžirgiai (2022)